# Спицын, Александр Сергеевич (Герой Социалистического Труда)
Алекса́ндр Серге́евич Спи́цын (1932—1995) — промышленный деятель, Герой Социалистического Труда (1984). Лауреат Государственной премии СССР.

## Биография

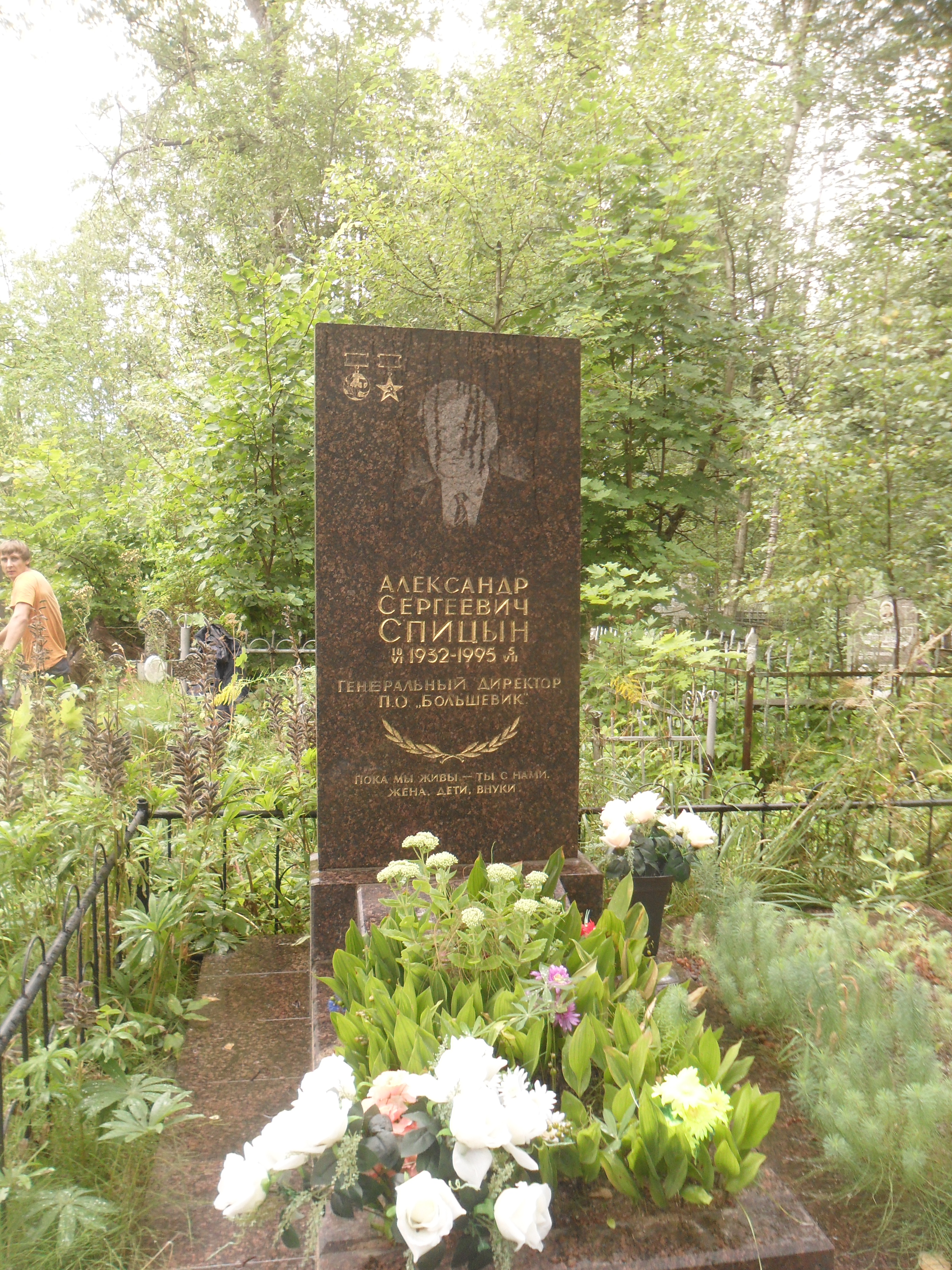
Могила Спицына на кладбище Памяти жертв 9-го января в Санкт-Петербурге.

Александр Спицын родился в селе Кремяное (ныне — Кореневский район Курской области). 
В 1958 году он окончил Ленинградский политехнический институт, после чего пошёл работать на завод «Большевик». 
Прошёл путь от мастера до главного инженера завода, а в 1975 году был назначен его директоров.
Внёс огромный вклад в развитие советского машиностроения и ракетно-космической отрасли. Под его руководством на заводе были освоены и производились стационарные и мобильные командные пункты для РВСН, важное наземное оборудование, пусковые установки для ракетных комплексов «С-300» и «С-300Ф», стартовое стендовое оборудование для комплекса «Буран», опорно-поворотные устройства антенн для космических комплексов. Кроме того, на заводе изготовлялись уникальные телескопы с диаметром зеркала 70 метров, которые были смонтированы в Евпатории и Уссурийске.
Указом Президиума Верховного Совета СССР в 1984 году Александр Спицын был удостоен высокого звания Героя Социалистического Труда с вручением ордена Ленина и медали «Серп и Молот».
Руководил заводом «Большевик» до 1988 года. Умер 5 июля 1995 года, похоронен на кладбище Памяти жертв 9-го января в Санкт-Петербурге.
Лауреат Государственной премии СССР. Был также награждён орденом Трудового Красного Знамени и рядом медалей.